# Rezygnacja papieża
Rezygnacja papieża (łac. renuntiatio) – termin używany do określania dobrowolnego zrzeczenia się urzędu papieża.
Współcześnie w kodeksie prawa kanonicznego sytuacja ta określona jest przez kan. 332 § 2 (analogiczny kan. 44 § 2 KKKW):

Gdyby się zdarzyło, że Biskup Rzymski zrzekłby się swego urzędu, to do ważności wymaga się, by zrzeczenie zostało dokonane w sposób wolny i było odpowiednio ujawnione; nie wymaga zaś niczyjego przyjęcia.

Na ten kanon powołuje się również art. 77 konstytucji apostolskiej Universi Dominici gregis.

## Rezygnacje papieży w historii
| Imię papieża | Imię prawdziwe               | Portret | Pontyfikat | Powód rezygnacji |
| ------------ | ---------------------------- | ------- | --- | --- |
| Poncjan      | Pontianus                    |         | 21 lipca 230 roku – 28 września 235 roku (5 lat, 2 miesiące, 7 dni) | Wygnany przez cesarza Maksymina Traka wraz z innymi przywódcami Kościoła na Sardynię, jako następca św. Piotra zrezygnował z funkcji. |
| Liberiusz    | Liberius                     |         | 17 maja 352 roku – 24 września 366 roku (14 lat, 4 miesiące, 7 dni) | Ustąpił z posługi Biskupa Rzymu prawdopodobnie pod naciskiem cesarza Konstancjusza II, który dążył do potępienia św. Atanazego przez papieża Liberiusza i zaszczepienia arianizmu na zachodzie cesarstwa. |
| Marcin I     | Martinus                     |         | 5 lipca 649 roku – 17 czerwca 653 roku (3 lata, 11 miesięcy, 12 dni) | Został złożony z urzędu prawdopodobnie rozkazem cesarza Konstansa II, zarzucającym Marcinowi I bezprawne ogłoszenie się papieżem, składającym go z urzędu i zarzucającym zdradę stanu. |
| Leon V       | Leo                          |         | lipiec – wrzesień 903 roku (1 miesiąc, 10 dni) | Zrezygnował z posługi Biskupa Rzymu, zmuszony do tego przez nadwornego kapelana, późniejszego antypapieża Krzysztofa. |
| Benedykt V   | Benedictus                   |         | 22 maja 964 roku – 23 czerwca 964 roku (1 miesiąc, 1 dzień) | Zdjęty z urzędu siłą przez cesarza Ottona I Wielkiego, który nie zgodził się na jego elekcję. Jako papież został zdetronizowany, zdegradowany do rangi diakona i zesłany na wygnanie do Hamburga. |
| Jan XVIII    | Giovanni Fasano              |         | 25 grudnia 1003 roku – czerwiec 1009 roku (ok. 5 lat, 5 miesięcy) | Zrezygnował z funkcji Biskupa Rzymu w nieznanych okolicznościach, prawdopodobnie został do tego przymuszony. |
| Benedykt IX  | Teofilatto di Tusculo        |         | 21 października 1032 roku – wrzesień 1044 roku (ok. 11 lat, 10 miesięcy, 11 dni) 10 marca – 1 maja 1045 roku (1 miesiąc, 3 tygodnie) 8 listopada 1047 roku – 17 lipca 1048 roku (3 miesiące, 9 dni) | Pierwszy pontyfikat: 20 stycznia 1045 roku ród Krescencjuszy wprowadził na Tron Piotrowy biskupa Jana z Sabiny, jednak Benedykt IX nie został oficjalnie zdetronizowany. Drugi pontyfikat: Benedykt IX zrezygnował z funkcji na rzecz swojego ojca chrzestnego, Jana Gracjana (Grzegorza VI). Trzeci pontyfikat: Teofilakt został ponownie wybrany papieżem przy pomocy entuzjastycznego ludu i łapownictwa, jednak już 3 miesiące później hrabia Bonifacy z Toskanii podporządkował się królowi Henrykowi i usunął przy użyciu siły Benedykta IX z tronu Piotrowego. |
| Grzegorz VI  | Johannes Gratianus Pierleone |         | 1 maja 1045 roku – 20 grudnia 1046 roku (1 rok, 7 miesięcy, 19 dni) | Po udowodnieniu mu symonii na synodzie w Sutri, ogłosił swoją rezygnację. Następnie został zdetronizowany wraz z Benedyktem IX oraz Sylwestrem III. |
| Celestyn V   | Pietro Angelari dell Murrone |         | 5 lipca – 13 grudnia 1294 roku (5 miesięcy, 8 dni) | Celestyn V chciał się oddać modlitwie, powierzając rządy nad Kościołem trzem kardynałom. Jego pomysł spotkał się jednak z kategorycznym sprzeciwem. Poprosił więc dwóch kardynałów, by zbadali sprawę rezygnacji z urzędu papieża. Gdy Celestyn otrzymał odpowiedź twierdzącą, zrezygnował, by powrócić do dawnego życia jako pustelnik. |
| Grzegorz XII | Angelo Correr                |         | 30 listopada 1406 – 4 lipca 1415 (8 lat, 7 miesięcy, 4 dni) | Grzegorz XII nie chciał zrezygnować, dopiero interwencja Zygmunta Luksemburskiego go do tego doprowadziła. Rezygnując z godności papieskiej, zakończył w ten sposób trwający od kilkudziesięciu lat rozłam w Kościele. |
| Benedykt XVI | Joseph Aloisius Ratzinger    |         | 19 kwietnia 2005 roku – 28 lutego 2013 roku (7 lat, 10 miesięcy, 9 dni) | Zrezygnował z funkcji papieża 28 lutego 2013 roku o 20.00, tak jak zapowiedział 11 lutego podczas spotkania w Sala del Concistoro, odbywającego się podczas zwołanego przez papieża konsystorza zwyczajnego, w Pałacu Apostolskim. W swoim oświadczeniu zwrócił uwagę na podeszły wiek oraz na osłabienie sił fizycznych i duchowych. Zadeklarował jednak, że będzie kontynuował swoją posługę w Kościele. Po rezygnacji zamieszkał w klasztorze Mater Ecclesiae, gdzie zmarł 31 grudnia 2022 roku.                                                                   |

## Rezygnacje, do których nie doszło
- Pius VII – w 1804 roku, gdy został zmuszony do podróży do Paryża na koronację Napoleona, podpisał dokument, w którym zrzekał się urzędu papieża w razie uwięzienia we Francji
- Pius XII – w czasie II wojny światowej przygotował dokument swojej ewentualnej rezygnacji, która miała nastąpić w chwili aresztowania go przez Niemców. Polecił kolegium kardynalskiemu, aby w takiej sytuacji zebrało się w neutralnej Portugalii, w celu wyboru nowego papieża
- Paweł VI – dwa lata po wyborze na papieża napisał list, w którym zezwolił Kurii Rzymskiej na zwolnienie go z urzędu, w przypadku gdyby zaistniała u niego długotrwała lub nieuleczalna choroba lub w przypadku innej poważnej przeszkody w sprawowaniu urzędu[10][11]
- Jan Paweł II – spekuluje się, że napisał on pismo z rezygnacją, która miała nastąpić, gdyby z powodu choroby nie był zdolny wypełniać swych obowiązków[2].